# Betanzos (kommun)

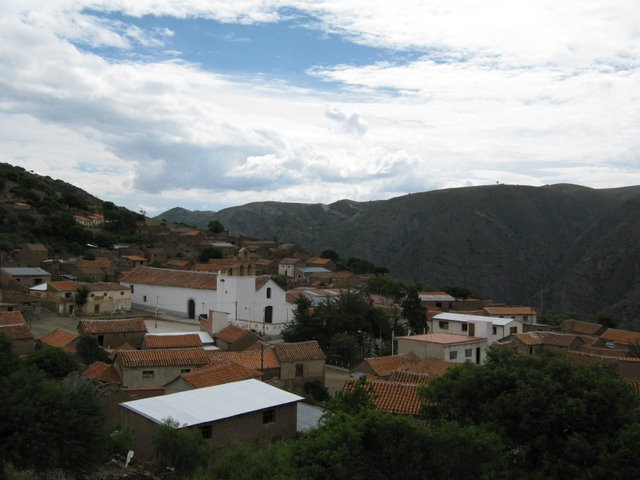
Otuyo, Betanzos

Betanzos är en kommun  i den bolivianska provinsen Cornelio Saavedra i departementet Potosí. Den administrativa huvudorten är Betanzos.